# Alexander Albon
Alexander Albon, född 23 mars 1996 i London, England, är en thailändsk-brittisk racerförare som sedan 2022 kör för Williams i Formel 1.
Albon debuterade i F1 2019 för Toro Rosso. Den 12 augusti bekräftades det att han skulle köra för Red Bull från och med Belgiens Grand Prix 2019 istället för Pierre Gasly som fick Albons plats i Toro Rosso. Albon fick förnyat förtroende och blir kvar hos Red Bull 2020. Albon tog sin första pallplats i formel 1 när han kom trea i Toscanas Grand Prix 2020.
I december 2020 meddelade Red Bull att Albon skulle ersättas med Sergio Pérez och Albon i stället skulle bli reservförare åt stallet under.
Den 8 september 2021 bekräftades det att Alexander Albon återvänder till Formel 1 för att köra för Williams.

## Formel 2
Albon körde i F2 under 2018 och kom trea. 

## Formel 1-karriär
| Säsong            | Stall/Tillverkare                      | Placering         | Lopp | Poäng | Etta | Tvåa | Trea | Pole | Varv |
| ----------------- | -------------------------------------- | ----------------- | ---- | ----- | ---- | ---- | ---- | ---- | ---- |
| 2019              | Toro Rosso-Honda Red Bull Racing-Honda | 8                 | 12 9 | 92    | 0    | 0    | 0    | 0    | 0    |
| 2020              | Red Bull Racing-Honda                  | 7                 | 17   | 105   | 0    | 0    | 2    | 0    | 0    |
| 2022              | Williams-Mercedes                      | 19                | 22   | 4     | 0    | 0    | 0    | 0    | 0    |
| 2023              | Williams-Mercedes                      | 13                | 22   | 27    | 0    | 0    | 0    | 0    | 0    |
| 2024              | Williams-Mercedes                      | 16                | 24   | 12    | 0    | 0    | 0    | 0    | 0    |
| 2025              | Williams-Mercedes                      | 0                 | 1    | 10    | 0    | 0    | 0    | 0    | 0    |
| Sammanlagt (2025) | Sammanlagt (2025)                      | Sammanlagt (2025) | 107  | 250   | 0    | 0    | 2    | 0    | 0    |

### Trea i F1-lopp
1. Toscanas 2020
2. Bahrain 2020